# Влащинецька сільська рада
Влащине́цька сільська́ ра́да — адміністративно-територіальна одиниця та орган місцевого самоврядування в Лановецькому районі Тернопільської області. Адміністративний центр — село Влащинці.

## Загальні відомості
- Територія ради: 0,086 км²
- Населення ради: 329 осіб (станом на 2001 рік)
- Територією ради протікає річка Жирак

## Населені пункти
Сільській раді були підпорядковані населені пункти:
- с. Влащинці

## Склад ради
Рада складалася з 14 депутатів та голови.
- Голова ради: Луценко Анатолій Євгенович
- Секретар ради: Сидорук Ірина Микитівна

### Керівний склад попередніх скликань
| Прізвище, ім'я, по батькові     | Основні відомості                                                 | Дата обрання | Дата звільнення |
| ------------------------------- | ----------------------------------------------------------------- | ------------ | --------------- |
| Мотельницький Сергій Матвійович | Сільський голова, 1969 року народження, вища освіта               | 1998         | 2002            |
| Мотельницький Сергій Матвійович | Сільський голова, 1969 року народження, вища освіта               | 2002         | 2006            |
| Луценко Анатолій Іванович       | Сільський голова, 1958 року народження                            | 26.03.2006   | 31.10.2010      |
| Луценко Анатолій Євгенович      | Сільський голова, 1958 року народження, освіта вища, безпартійний | 31.10.2010   |                 |
|                                 |                                                                   |              |                 |

Примітка: таблиця складена за даними сайту Верховної Ради України

### Депутати
За результатами місцевих виборів 2010 року депутатами ради стали:

#### За суб'єктами висування
| Суб'єкт висування                                       | Кількість обраних депутатів | %    |
| ------------------------------------------------------- | --------------------------- | ---- |
| Політична партія Всеукраїнське об'єднання «Батьківщина» | 13                          | 92,9 |
| Самовисування                                           | 1                           | 7,1  |

#### За округами
| № округу                                                | Прізвище, ім'я, по батькові    | Дата визнання обраним | Освіта             | Партійна приналежність                        | Відомості про обраного депутата                     |
| ------------------------------------------------------- | ------------------------------ | --------------------- | ------------------ | --------------------------------------------- | --------------------------------------------------- |
| Політична партія Всеукраїнське об'єднання «Батьківщина» |                                |                       |                    |                                               |                                                     |
| 2                                                       | Сидорук Ірина Микитівна        | 03.11.2010            | вища               | член Всеукраїнського об'єднання «Батьківщина» | Влащинецька сільська рада, секретар                 |
| 3                                                       | Довган Михайло Васильович      | 03.11.2010            | середня            | позапартійний                                 | Львівська залізниця, диспетчер                      |
| 4                                                       | Ліснича Мар'яна Петрівна       | 03.11.2010            | вища               | позапартійна                                  | тимчасово не працює                                 |
| 5                                                       | Іванов Андрій Васильович       | 03.11.2010            | середня            | позапартійний                                 | ОА «Максима В», охоронець                           |
| 6                                                       | Богачук Юрій Михайлович        | 03.11.2010            | середня            | позапартійний                                 | Тернопільський технічний коледж, студент            |
| 7                                                       | Мазурок Лариса Яківна          | 03.11.2010            | середня            | позапартійна                                  | пенсіонер                                           |
| 8                                                       | Слободян Сергій Сергійович     | 03.11.2010            | середня            | позапартійний                                 | Тальне цукровий завод, охоронець                    |
| 9                                                       | Чорнописька Галина Яківна      | 03.11.2010            | середня            | позапартійна                                  | тимчасово не працює                                 |
| 10                                                      | Тихолаз Михайло Володимирович  | 03.11.2010            | середня            | позапартійний                                 | студент                                             |
| 11                                                      | Дармограй Андрій Васильович    | 03.11.2010            | середня            | член Всеукраїнського об'єднання «Батьківщина» | ТО «Теорія», охоронець                              |
| 12                                                      | Фарштей Лариса Федорівна       | 03.11.2010            | середня            | позапартійна                                  | пенсіонер                                           |
| 13                                                      | Мазурок Лідія Іванівна         | 03.11.2010            | середня            | позапартійна                                  | тимчасово не працює                                 |
| 14                                                      | Петровський Михайло Прокопович | 03.11.2010            | середня            | позапартійний                                 | ТОВ «Тотус», охоронець                              |
| Самовисування                                           |                                |                       |                    |                                               |                                                     |
| 1                                                       | Чорнописький Василь Іванович   | 27.05.2012            | середня спеціальна | позапартійний                                 | Фермерське господарство «СМІТ», заступник керівника |